# Comuna Imavere
Imavere (în germană Immafer) este o comună (vald) din Comitatul Järva, Estonia. Conform datelor oferite de recensământul din 2000, comuna numără 1036 locuitori.
Comuna număra 13 sate. Reședința comunei este satul Imavere. Localitatea a fost locuită de germanii baltici.

## Localitățti componente

### Sate
- Eistvere
- Hermani
- Imavere
- Jalametsa
- Järavere
- Kiigvere
- Käsukonna
- Laimetsa
- Puiatu
- Pällastvere
- Taadikvere
- Tammeküla
- Vőrevere